# Championnats d'Europe de boxe amateur 1953
Navigation
Édition précédente Édition suivante
La 10e édition des championnats d'Europe de boxe amateur s'est déroulée à Varsovie, Pologne, du 18 au 24 mai 1953. 

## Résultats

### Podiums
| Catégories                    | Or                   | Argent             | Bronze                                 |
| Poids mouches (-51 kg)        | Henryk Kukier        | František Majdloch | Giacomo Spano Anatoliy Bulakov         |
| Poids coqs (-54 kg)           | Zenon Stefaniuk      | Boris Stepanov     | John McNally Nicolae Mindreanu         |
| Poids plumes (-57 kg)         | Józef Kruża          | Aleksandr Sasuzhin | Hans-Peter Mehling Stevan Redli        |
| Poids légers (-60 kg)         | Vladimir Yengibaryan | István Juhász      | Aleksy Antkiewicz Pentti Niinivuori    |
| Poids super-légers (-63,5 kg) | Leszek Drogosz       | Terence Milligan   | Francisc Ambrus Béla Szákacs           |
| Poids welters (-67 kg)        | Zygmunt Chychła      | Sergey Cherbakov   | Nicolae Linca Emile Vleminck           |
| Poids super-welters (-71 kg)  | Bruce Wells          | Max Resch          | Zbigniew Pietrzykowski Boris Tishin    |
| Poids moyens (-75 kg)         | Dieter Wemhöner      | Bedřich Koutný     | Stig Sjölin Ronald Barton              |
| Poids mi-lourds (-81 kg)      | Ulrich Nitzschke     | Tadeusz Grzelak    | Yuriy Yevorov Helmut Pfirrmann         |
| Poids lourds (+81 kg)         | Algirdas Šocikas     | Bogdan Węgrzyniak  | Tomislav Krizmanić Hermann Schreibauer |

### Tableau des médailles
| Place | Pays                 | Médaille d'or, Europe | Médaille d'argent, Europe | Médaille de bronze, Europe | Total |
| ----- | -------------------- | --------------------- | ------------------------- | -------------------------- | ----- |
| 1     | Pologne              | 5                     | 2                         | 2                          | 9     |
| 2     | Union soviétique     | 2                     | 3                         | 3                          | 8     |
| 3     | Allemagne de l'Ouest | 1                     | 1                         | 3                          | 5     |
| 4     | Angleterre           | 1                     | 0                         | 1                          | 2     |
| 5     | Allemagne de l'Est   | 1                     | 0                         | 0                          | 1     |
| 6     | Tchécoslovaquie      | 0                     | 2                         | 0                          | 2     |
| 7     | Hongrie              | 0                     | 1                         | 1                          | 2     |
| 7     | Irlande              | 0                     | 1                         | 1                          | 2     |
| 9     | Roumanie             | 0                     | 0                         | 3                          | 3     |
| 10    | Yougoslavie          | 0                     | 0                         | 2                          | 2     |
| 11    | Belgique             | 0                     | 0                         | 1                          | 1     |
| 11    | Italie               | 0                     | 0                         | 1                          | 1     |
| 11    | Finlande             | 0                     | 0                         | 1                          | 1     |
| 11    | Suède                | 0                     | 0                         | 1                          | 1     |
| Total | 14 pays médaillés    | 10                    | 10                        | 20                         | 40    |